# Lloyd's of London
Lloyd's of London, obecně známá jako Lloyd's, je pojišťovací a zajišťovací trh (burza), nacházející se v Londýně. Na rozdíl od svých konkurentů v odvětví se nejedná o pojišťovnu, ale o speciální korporaci, založenou podle Zákona o Lloyd's (Lloyd's Act) z roku 1871. Je provozována jako částečně vzájemná burza, na níž poskytovatelé kapitálu, sdružení v syndikátech, prostřednictvím pojistných transakcí sdílejí a rozkládají riziko. Tito upisovatelé rizika, známí jako „členové“, jsou nejrůznější korporace, ale i soukromé osoby, známé jako „Jména“ (angl. „Names“).
Rizika, upisovaná u Lloyd's, typicky spadají do kategorie všeobecného pojištění či zajištění, i když menší skupina syndikátů upisuje i rizikové životní pojištění. Trh Lloyd's má své kořeny v námořním pojištění a byl založen Edwardem Lloydem v jeho kavárně na Tower Street kolem roku 1686. V současnosti má svou vlastní budovu na Lime Street, v níž probíhají transakce u „stolů“ (angl. „box“) jednotlivých syndikátů v upisovací „Místnosti“ (angl. „Room“). Dokumentace pojistných smluv je tradičně známá jako „lístek“ (angl. „slip“).
Lloyd's v dnešní době disponuje značným kapitálem a nabízí rychlé řešení validních pojistných událostí. K roku 2019 disponoval 52,8 miliardami liber aktiv na úrovni syndikátů, 27,6 miliardami liber ve fondech členů, deponovaných u Lloyd's a více než 4,4 miliardami liber ve společném Centrálním fondu.
V roce 2019 80 syndikátů, řízených 54 agenturami, upsalo kolektivně, prostřednictvím 335 makléřů, 35,9 miliard liber hrubého pojistného z rizik. Kolem 50 % pojistného pocházelo se Severní Ameriky, asi 30 % z Evropy a zbylých 20 % ze zbytku světa. Přímé pojištění reprezentovalo 68 % pojistného, a pokrývalo hlavně majetkové a odpovědnostní pojištění, kdežto 32 % pojistného pocházelo ze zajištění. Kolektivní zisk v roce 2019 činil 2,5 miliardy liber, zejména díky pozitivním výnosům z investic.